# برنامج خدمة الإتصال غير الحكومية للأمم المتحدة
برنامج خدمة الاتصال غير الحكومية التابعة للأمم المتحدة (UN-NGLS) هي برنامج مشترك بين وكالات للأمم المتحدة مكلف بتعزيز وتطوير العلاقات البناءة بين الأمم المتحدة ومنظمات المجتمع المدني. تعمل بشكل مستقل عبر منظومة الأمم المتحدة ومع دوائر المجتمع المدني والحركات الاجتماعية حول القضايا الشاملة والناشئة في جدول أعمال الأمم المتحدة. على سبيل المثال ، يركز حاليًا على العملية التحضيرية للجمعية العامة للأمم المتحدة للمفاوضات حول اتفاق عالمي حول الهجرة ، والأحداث رفيعة المستوى التي ينظمها رئيس الجمعية العامة للأمم المتحدة. تقوم بإسداء المشورة لمنظمات المجتمع المدني حول فرص المشاركة مع الأمم المتحدة وتسهيل مشاركتها في مختلف عمليات الأمم المتحدة وأحداثها (المؤتمرات ، جلسات الاستماع ، ورش العمل ، إلخ. ). لها مكاتب في مقر الأمم المتحدة في نيويورك وقصر الأمم في جنيف.

## روابط خارجية
- صفحة الويب UN-NGLS
- Facebook
- Twitter
- YouTube
- عملية UN-NGLS 2016 للجمهور لطرح أسئلة المرشحين لمنصب الأمين العام للأمم المتحدة
- قمة حلول صفحة الويب